# Лазский орнамент
Лазский орнамент (груз. ლაზური ორნამენტი) — элемент народного искусства лазов.

## Исторический контекст
Лазы прославились мастерством обработки дерева с XVIII века. По данным Вахушти Багратиони, они строили жилые дома, мечети и церкви. В западной Грузии, особенно в Аджарии и Гурии, сохранились их деревянные строения с надписями на грузинском и турецком.

## Особенности лазского орнамента
Лазские орнаменты включают растительные и зооморфные мотивы — виноградную лозу, животных, «Дерево жизни». Основные черты:
- Иконографическая насыщенность: преобладание растительных и зооморфных фигур.
- Многоуровневая структура: использование двойного и тройного рельефа.
- Ажурная техника: прорезная резьба с элементами цветных тканей, связывающая традиции с Передней Азией.

### Мотив «Дерева жизни»
«Дерево жизни» — центральный мотив, символизирующий мировое устройство и плодородие. Его элементы:
- Центральное древо.
- Парные животные-антиподы (например, олени или козы).
- Астральные символы (солнце, луна, звезды).